# بوئینگ تی۵۰
بوئینگ تی۵۰ (به انگلیسی: Boeing T50) یک موتور هواپیمای توربوپراپ ساختِ بوئینگ در کشور ایالات متحده آمریکا است.